# Demokracja płynna
Demokracja płynna (ang. liquid democracy także delegative democracy) – system łączący demokrację bezpośrednią i pośrednią.
Każdy uczestnik ma jeden głos. Głos ten może zostać przekazany (delegowany) innemu uczestnikowi – generalnie (dla całości zakresu spraw), rodzajowo (tylko dla wybranego obszaru tematycznego) lub do pojedynczego głosowania. Delegacje są przechodnie (osoba, której przekazano głos, może przekazać go dalej). W każdym czasie można cofnąć delegację. System umożliwia uczestnikowi udział w ciągłym procesie decyzyjnym.
Decyzje podejmowane są przez ogół lub przez przedstawicieli. Stopień deliberacji dla każdego etapu procesu decyzyjnego określają sami uczestnicy. System adaptuje się do zmieniających się warunków. Każdy uczestnik może rozpocząć proces decyzyjny oraz ma na ostateczną decyzję równy wpływ. Istnieją programy komputerowe umożliwiające praktyczną realizację demokracji płynnej.